# Chungseon de Goryeo
El Rey Chungseon de Goryeo  (20 de octubre de 1275 – 23 de junio de 1325) fue el vigesimoctavo rey de Goryeo. También es conocido por su nombre Idioma mongol, Iǰirbuqa (益知禮普花, en español: pequeño buey). Experto en caligrafía y pintura más que en política, prefirió generalmente la vida en la capital de Yuan Pekín en vez de la vida en la capital de Goryeo, Kaesong. Era el hijo mayor del rey Chungnyeol; su madre Jangomk pertenecía a la realeza Yuan, siendo hija de Kublai Kan. Ella es conocida también por su nombre mongol Qutlugh-kelmysh.

## Biografía
En 1277, Chungseon fue confirmado como Príncipe de la Corona; al año siguiente viajó a China y recibió su nombre mongol.
En 1296, se casó con la Princesa Gyeguk de Yuan. El rey ya tenía tres esposas coreanas: las hijas de los poderosos nobles Jo En-gyu, Hong Mun-gye, y Seo Won-hu.
La madre de Chungseon  murió en 1297, a esto le siguió una purga violenta bajo el pretexto de que ella había sido asesinada. Tras estos eventos, su padre el rey Chungnyeol solicitó a Yuan permiso para abdicar. Tras la abdicación, Chungseon ascendió al trono en 1298. Poco después le devolvió el trono a su padre en el 1299 tras afrontar intrigas entre la facción de la reina de Mongolia y la facción de la reina de Goryeo.
Se le otorgó el nuevo título de Príncipe de Shenyang, un título nuevo, en 1307 o 1308. Después de la muerte de su padre en 1308, Chungseon fue obligado a volver al trono de Goryeo e hizo esfuerzos para reformar las políticas de la corte, pero pasaba todo el tiempo que podía en China. El título de Príncipe de Shenyang fue renombrado Príncipe de Shen en 1310. Es un caso muy especial de uniones personales en Asia Oriental. Se retiró del trono en 1313, subiendo al trono su hijo Chungsuk de Goryeo. Chungseon fue exiliado brevemente en Tíbet (más tarde Sakia) tras la muerte del emperador Ayurbarwada de Yuan (元仁宗), pero luego se le permitió volver a Janbalic, donde murió en 1325.

## Familia

### Consortes y descendencia
1. Gran Princesa Gyeguk del clan Borjigin (? – 1315) (계국대장공주)
2. Consorte real Yasokjin Ui-Bi (? – 18 de julio de 1316) (의비 야속진)
  1. Wang Gam, Príncipe Gwangreung (? – mayo de 1310) (광릉군 왕감)
  2. Rey Chungsuk de Goryeo (30 de julio de 1294 – 3 de mayo de 1339) (고려 충숙왕)
3. Consorte real Jeong-Bi del clan Kaesong Wang (? – 1345) (정비 왕씨)
4. Consorte real Jo-Bi del clan Pyeongyang Jo (조비)
5. Consorte real Sunhwa Won-Bi del clan Namyang Hong (? – 13 de agosto de 1306) (순화원비 홍씨)
6. Consorte real Sol-Bi del clan Yangcheon Heo (1271 – 1335) (순비 허씨)
7. Consorte desconocida
  1. Wang Hye, Príncipe Deokheung (1314 – 1367) (덕흥군 왕혜)
  2. Hijo desconocido
  3. Princess Suchun (? – 1345) (수춘옹주)

## Cultura popular
- Interpretado por Im Si-wan, Nam Da-reum y Moon Woo-jin en la serie de televisión de 2017 MBC The King in Love .